# Манастир Каракал
Манастир Каракал (грч. Μονη Καρακαλλου) - Православни манастир на Светој гори. Једанаести је у хијерархији манастира Свете горе. Налази се на југоисточном делу полуострва Атос између Велика Лавра и Манастира Ивирон. Тренутно, манастир броји око 30 монаха. Манастир се од 1988. године, заједно са осталих деветнаест светогорских манастира, налази на УНЕСКО-вој листи светске баштине у склопу споменика средњег века обједињених под заштићеном целином Планина Атос.

## Историја
Основан у 11. веку, у 13. веку, скоро потпуно занемарен. Обновљен за време владавине Андроника II Палеолога, уз учешће од Цариградског патријарха Атанасија. Након обнове, био је потпуно опљачкан.
Други пут, манастир обнавља влашки владар Петар Јован, уз дозволу султана Сулејмана I. Пред крај живота Петар Јована се замонашио у манастиру.

## Архитектура и реликвије
- Храм апостола Петра и Павла (подигнут у 14. веку).
- Петрова Кула (16. век) - највећа кула Свете горе.
- Мошти апостола Вартоломеја
- Честице животворног крста